# وزارة الصحة الاتحادية (السودان)

## تاريخ الوزارة
عرف السودان الخدمة الصحية الحديثة من مستشفيات وحملات تطعيم في العام 1899م وفي العام 1904م أُنشئت الإداره الطبية التي تحولت لاحقا إلى المجلس الصحي المركزي ثم الخدمات الطبية السودانيه بعد ثورة 1924م
وزارة الصحة السودانية هي الوزارة المسؤولة عن الصحة العامة للمواطنين بالسودان ورسم خطة السياسة الصحية تأسست عام 1949 وتم تنصيب الدكتور علي بدري أول خريج من كتشنر الطبية مديرا لها.

وفي العام 1970م صدر قانون الحكم الإقليمي وبناءاً على هذا القانون فقد تمَّ تقسيم شمال السودان الى خمسة أقاليم واحتفظت الخرطوم بوضعية خاصة، كما تمَّ تقسيم جنوب السودان إلى ثلاثة أقاليم. وقد قامت في كل إقليم حكومة تتكون من حاكم إضافة إلى مجلس لوزارات خدمية معنية بالخدمات الإجتماعية مثل التعليم والصحة والرعاية الاجتماعية، وقد كانت الصحة تقع تحت مظلة وزارات الرعاية الإجتماعية في كل الأقاليم عدا الخرطوم والاقليم الأوسط حيث كانت هنالك وزارات منفصلة للصحة تمَّ  في العام 1991م إستبدال إسم (إقليم) بإسم (ولاية) وبذلك أصبحت هنالك تسعة ولايات تمَّ زيادتها في العام 1993م إلى ستة وعشرين  ولاية وفي كل ولاية يوجد مجلس لوزارات خدمية، وأصبحت هنالك وزارة واحدة للصحة والشؤون الإجتماعية في كل الولايات بإستثناء ولاية الخرطوم التي كانت لها وزارات منفصلة للصحة والشؤون الإجتماعية

## وزارة الصحة الاتحادية
```
الوزارة الاتحادية هي الجهة المسؤولة عن جميع الشؤون الصحية في 
السودان
. يقع مقرها الرسمي في الخرطوم - شارع النيل - غرب كلية الهندسة 
جامعة الخرطوم
.
[
3
]
```

## الوزارات الولائية
تشرف الوزارة الاتحاديه علي وزارات الصحة الولائية في مختلف ولاية السودان وتعمل علي تسسير عمليات الامدادات الطبية المختلقة من معدات طبية، معامل ولائية مستشفيات ريفية ومراكز رعاية صحية بالاضافة الي الاشراع علي النظام الصحي في السودان وعمليات الإمداد الدوائي.

## وزراء الصحة الاتحاديين
1. علي بدري
2. محمد أمين السيّد
3. محمد نور الدين
4. محمد احمد الزاكي
5. الأمين محمد الأمين
6. الهادي عابدون
7. احمد بحاري
8. احمد زين العابدين
9. موريس سدرة
10. طه أحمد باعشر
11. اللواء/ أبو القاسم محمد إبراهيم
12. النزير دفع الله
13. اللواء/ خالد حسن عباس
14. علي محمد فادي
15. عبد السلام عيسى
16. حسين أبو صالح
17. أوهاج محمد عيسى
18. مأمون يوسف
19. عبد الرحمن أبو الكل
20. شاكر السراج
21. اللواء/ فيصل مدني مختار
22. اللواء/ أبو القاسم محمد إبراهيم (فترة ثانية)
23. بحر إدريس أبو قردة
24. محمد أبو زيد مصطفى[5]
25. أكرم التوم